# Cai Zhong
Pour les articles homonymes, voir Cai.
Dans ce nom chinois, le nom de famille, Cai, précède le nom personnel.
Cai Zhong est un jeune frère de Cai Mao. Avec ses frères Cai He et Cai Xun, il est actif lors de la tentative d’assassinat de Liu Bei par Cai Mao. Plus tard, il joint les rangs de Cao Cao en tant que lieutenant-commandant et, avec Cai He, est espion au compte de ce dernier en se soumettant à Zhou Yu. Par contre, la ruse est devinée et Zhou Yu utilise les frères Cai dans son plan « d’être flagellé pour gagner la confiance de l’ennemie ». 
Pendant la bataille de la Falaise rouge, après l’avoir fait guider ses troupes le plus près possible du camp de Cao Cao, Gan Ning tue Cai Zhong d’un seul coup d’épée. 